# Józef Bukowski (zm. 1744)

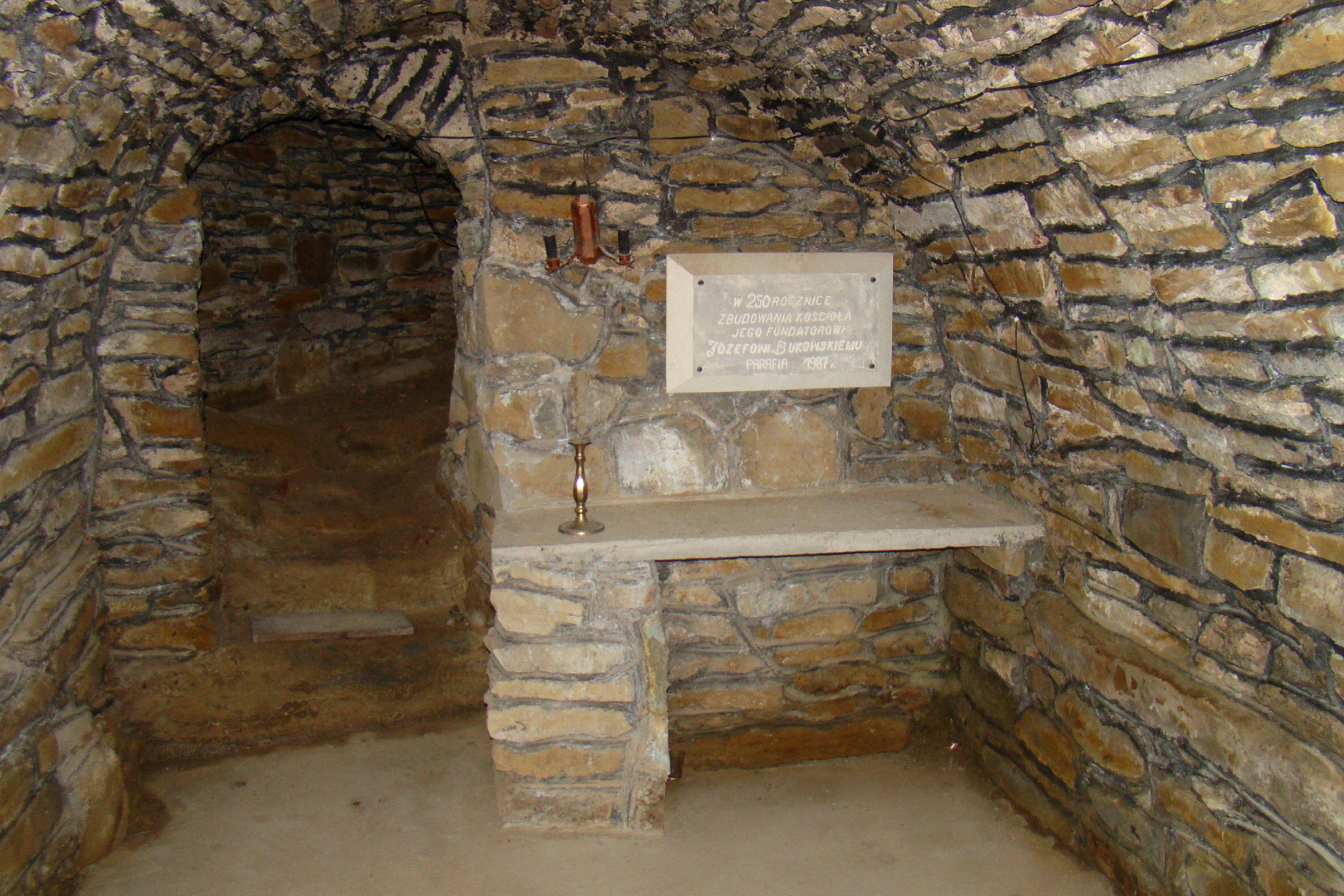
Krypta grobowa rot. Józefa Bukowskiego w podziemiach kościoła pw. św. Mikołaja w Nowotańcu. 2009

Józef Bukowski h. Ossoria (ur. ok. 1690 w Bukowie, zm. 1744 w Nowotańcu) – polski szlachcic, wojskowy urzędnik ziemski: strażnik polny wojsk koronnych, miecznik sanocki w 1713–1720, łowczy lwowski w 1727–1729, chorąży sanocki w 1729–1744.
Był synem Michała Bukowskiego, i jego pierwszej żony Heleny z Leszczyńskich h. Wieniawa. Miał młodszego brata, pochodzącego z drugiego małżeństwa ojca z Gryzeldą Trembecką z Kossobudzkich h. Pobóg, Jerzego (zm. 1757). Ożeniony z Barbarą Gumowską, z którą miał jedyną córkę, Franciszkę, wydaną za Mikołaja Reya h. Oksza, kasztelana zawichojskiego.
W 1733 był posłem ziemi sanockiej na sejm konwokacyjny. W trakcie tego sejmu przystąpił do konfederacji generalnej (27 kwietnia 1733). Pod koniec obrad został wybrany deputatem, który podpisał pacta conventa Stanisława Leszczyńskiego. Został też elektorem króla na sejmie. W 1734 przystąpił do konfederacji dzikowskiej, obejmując godność marszałka sądów kapturowych ziemi sanockiej.
W 1717 kupił od Krystyny Zalewskiej ze Stanów miasto Nowotaniec wraz z kluczem dóbr, ofiarując za nie kwotę 52 370 złp. Ufundował murowany kościół parafialny w Nowotańcu (1743–1744), konwent w Starej Wsi (1730–1760) oraz kościół przejściowy dla parafii w Dukli (1742). W 1736 wydzierżawił Hryńcowce i Karolówkę.